# Collège des Grassins

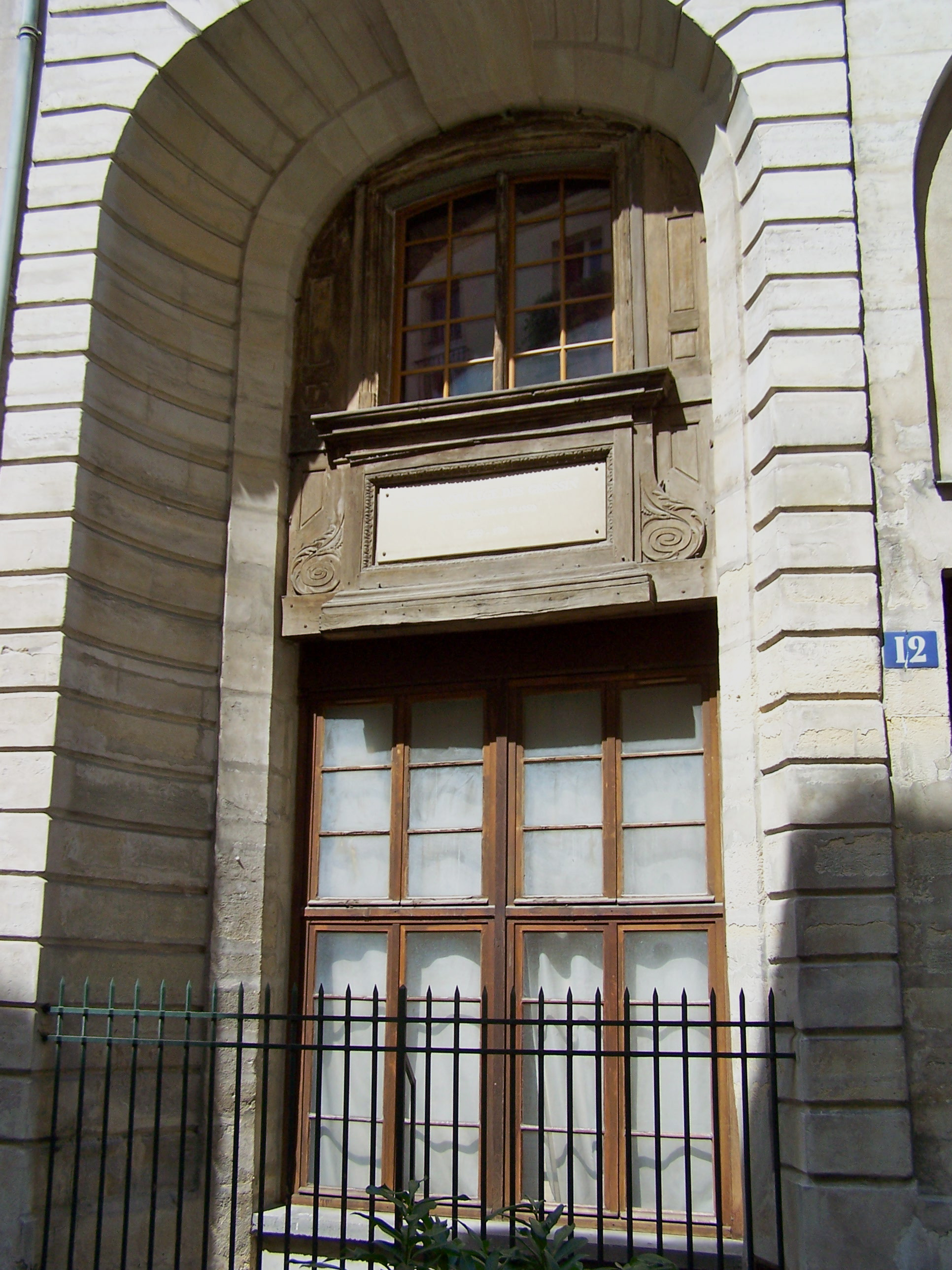
Ancien collège, au no 12, rue Laplace.

Le collège des Grassins, fondé en 1569, est un des neuf collèges de plein exercice de l'université de Paris à l'époque moderne. Il est supprimé en 1793 par la Convention.
Sa devise était Lilium inter spinas (« un lis au milieu des épines »).

## Histoire

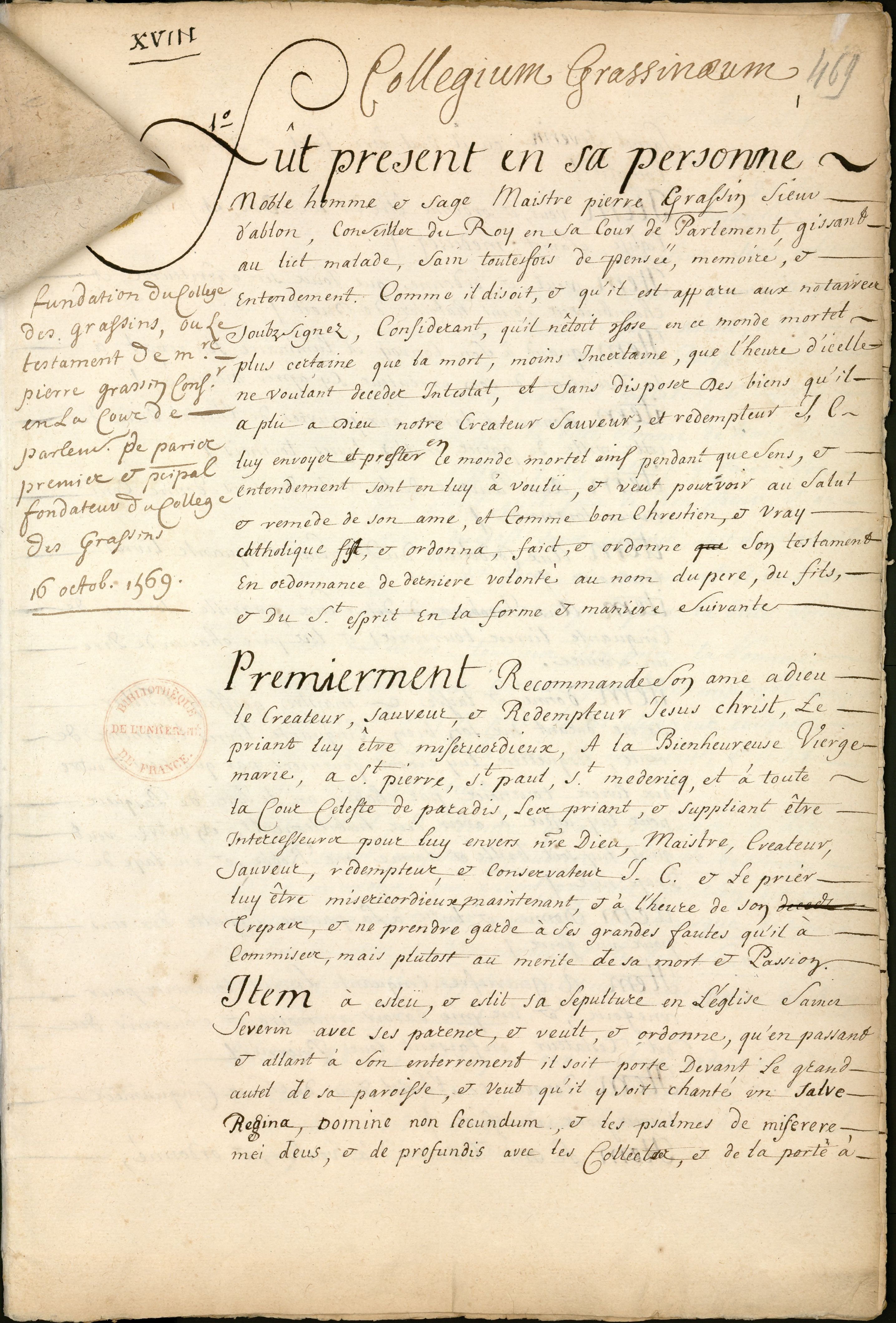
Fondation et statuts du collège des Grassins (Bibliothèque de la Sorbonne, NuBIS)

### Fondation et débuts
Le collège des Grassins est fondé par testament par Pierre Grassin l'aîné (1500-1569), vicomte de Buzancy et seigneur d'Ablon, conseiller au Parlement. Il est fondé sous le nom de  « Collège des enfants pauvres de Sens », ville dont la famille Grassin est originaire. Cela explique la présence, parmi les élèves et les professeurs, d'un grand nombre de personnes originaires de la ville et du diocèse de Sens (actuel département de l'Yonne). 
Les cours ne semblent avoir commencé que quelques années après la mort du fondateur. Les bâtiments du collège sont établis sur la montagne Sainte-Geneviève, son entrée se situant au n° 12 de l'actuelle rue Laplace (anciennement rue des Amandiers). 

### Organisation du collège
Il est dirigé par un principal, docteur régent licencié, ou, au minimum, bachelier de la faculté de théologie de Paris.
Au-dessous du principal se trouvent six grands boursiers, étudiants en théologie ayant déjà subi un examen, six petits boursiers d'humanités et six de philosophie (« artiens »). Chaque grand boursier est chargé de surveiller les études de deux élèves de la catégorie suivante. 
C'est l'archevêque de Sens qui désigne ces boursiers, devant les choisir de préférence parmi les écoliers pauvres de son diocèse.  

### L'enseignement
Initialement destiné à l'enseignement des humanités, il devient un lieu d'enseignement plus approfondi (rhétorique et philosophie) et s'impose progressivement comme un des plus importants collèges de plein exercice de l'université de Paris, aux côtés des collèges d'Harcourt, du Plessis ou des Quatre-Nations (ou collège Mazarin). Il accueille dans son corps professoral un certain nombre de professeurs connus à l'époque dans ces trois disciplines. 
Occasionnellement, des pièces de théâtre y sont données, telle cette tragédie sur les Gusman « qui sera représentée sur le théâtre du Collège des Grassins pour la distribution des prix, le 5 d'aoust 1656, à une heure précisement ».
À partir des années 1670, c'est un des plus ardents foyers du cartésianisme parmi les collèges universitaires de Paris avec Etienne Marmion et le jeune Edme Pourchot, principal artisan de l'acceptation scolastique[pas clair] de l'œuvre de Descartes en France. 
Au XVIIIe siècle, ce sont surtout des professeurs de rhétorique, les frères Jean-Louis et Charles Le Beau qui illustrent le collège. Une chaire de grec est fondée en 1753 grâce à un legs d'Edme Pourchot.

### Les Irlandais au collège des Grassins (1690-1708)
Dans les années 1690, le collège est associé à la communauté des réfugiés catholiques irlandais qui s'est regroupée dans le collège des Lombards affecté par Louis XIV à la formation des prêtres irlandais. 
En 1696 un contrat formel est conclu avec l'approbation de l'archevêque de Sens, Hardouin Fortin de La Hoguette. Ceci explique notamment la présence du philosophe irlandais Michael Moore (Micheal O'Mordha) dans le corps enseignant. 
Mais cet accord prend fin en 1708 et la communauté irlandaise est alors réintégrée dans le collège des Lombards. En 1775, un établissement spécial est créé, le collège des Irlandais, situé rue du Cheval Vert (actuelle rue des Irlandais), dont le bâtiment existe toujours.

### Importance du collège des Grassins auXVIIIesiècle

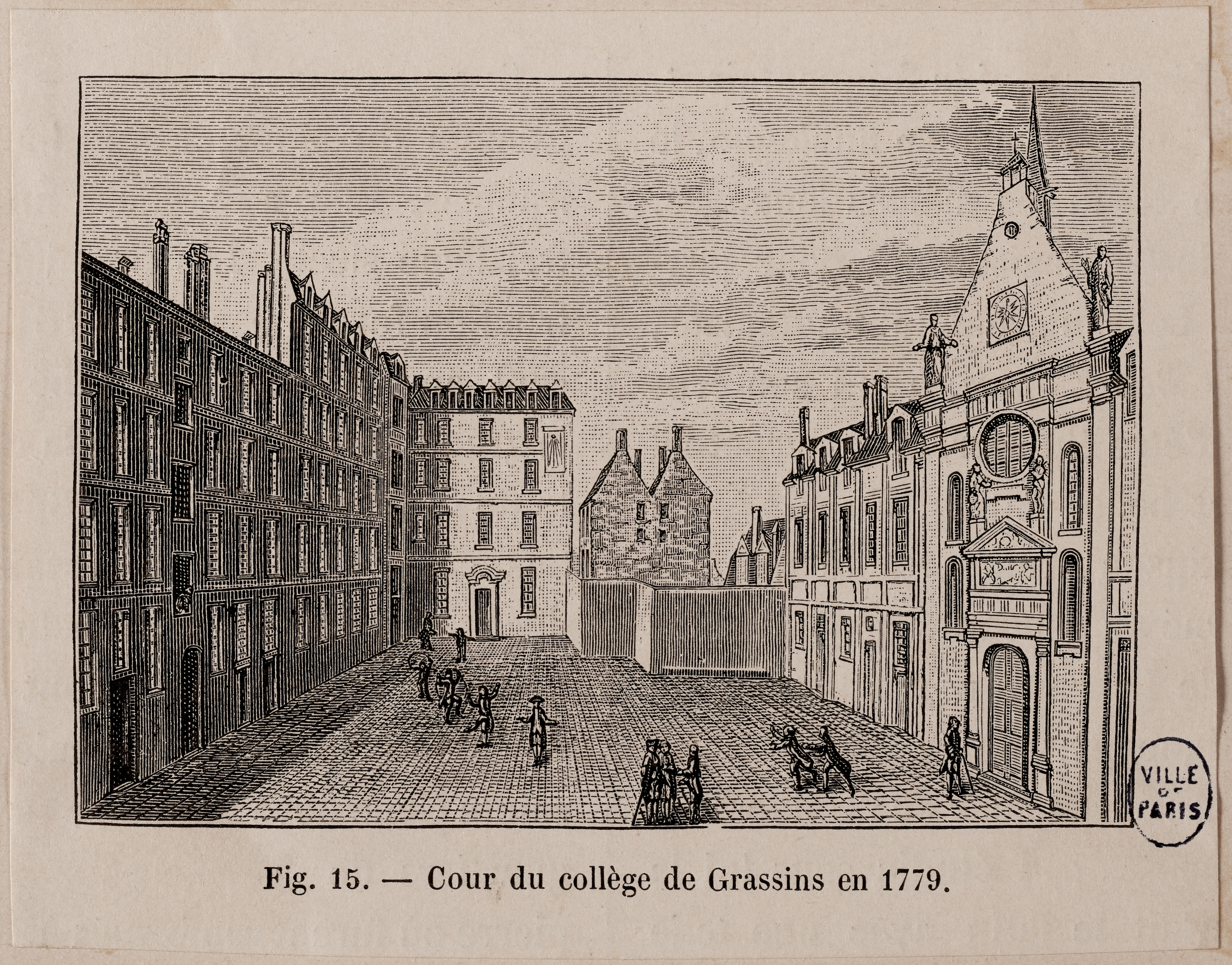
Cour du Collège de Grassins en 1779.

L'historien Jean-Baptiste Crevier, ancien élève, note en 1758 que le collège est « un des plus fréquentés de l'université ».
Au début de la Révolution, il est décrit comme « un des plus nombreux de Paris ». .

### La fermeture et ses suites
Il est fermé au début de la première République (décret de la Convention du 15 septembre 1793), comme tous les collèges de l'université de Paris et l'université elle-même (ainsi que toutes les universités en France). La Convention crée un nouveau système d'enseignement, avec des écoles primaires, des écoles centrales (départementales) et des écoles supérieures, notamment l'École polytechnique et l'École normale supérieure.
Les bâtiments du collège, qui n'ont jamais retrouvé de fonction académique, sont devenus une propriété privée. Les bâtiments intérieurs ont entièrement disparu ; ne subsiste que la porte d'entrée originelle.

## Personnalités

### Principaux
- Pierre Aymon, principal dans les années 1570.
- Christophe Aubry (mort en 1601), principal, curé ligueur durant la huitième guerre de Religion (1584-1598).
- Jean Coqueret, principal dans les années 1630.
- François Framery, principal dans les années 1690.
- Jean Caillet, prêtre, bachelier de la Sorbonne, principal au début du XVIIIe siècle.
- Jacques Cochet, ancien professeur d'humanités (1708).
- M. Daireux (principal 1763-1772).
- M. de la Neuville (principal 1773-1790).
- Yves Marie Audrein (1741-1800), né en Bretagne, dernier principal du collège, nommé au début de la Révolution française (1790). Préfet des études au collège Louis-le-Grand après le départ des Jésuites, il a eu comme élèves Camille Desmoulins et Maximilien de Robespierre. Élu député du Morbihan à la Convention en 1792, il meurt assassiné par les Chouans.

- Euverte Magenis, irlandais, proviseur du Collège des Lombards, associé au collège en 1696[pas clair].
- Martin Cœurderoy, procureur[pas clair] du collège par intérim (1707-1708).

### Professeurs

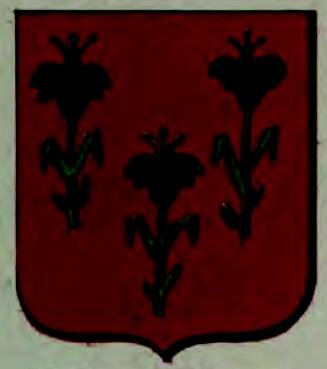
Armoiries du Collège des Grassins

#### XVIesiècle
- Théodore Marcile (1548-1617), né à Arnhem (duché de Gueldre aux Pays-Bas, puis aux Provinces-Unies), professeur de rhétorique (à partir de 1578).
- Pedro Vicente Vadillo, originaire de Valence (Espagne), professeur de rhétorique en 1578.
- Guillaume Mouret, bachelier en théologie, professeur de philosophie dans les années 1590.
- Nicolas Bourbon (mort en 1644), poète en langue latine, professeur de rhétorique à la fin du XVIe siècle, puis professeur aux collèges de Calvi[pas clair] et de Harcourt.

#### XVIIesiècle
- Jacques Dupont, professeur de philosophie dans les années 1640.
- Guillaume Marcel, professeur de rhétorique dans les années 1640, après avoir quitté la Congrégation de l'Oratoire.
- Étienne du Mesny, professeur de philosophie dans les années 1650.
- Jean Denis, professeur de philosophie dans les années 1660.
- François Le Brun, professeur de philosophie dans les années 1670.
- Pierre Danet (1650-1705) professeur d'humanités dans les années 1670, philologue et auteur de dictionnaires.
- Georges Ozon, professeur de philosophie dans les années 1680.
- Gilles Le Blond, professeur de philosophie dans les années 1680, avant de passer au Collège de La Marche.
- Michael Moore (1639-1723), d'origine irlandaise, professeur de philosophie, recteur de l'université de Paris (1701-1702).
- Étienne Marmion (1649- >1700), né à Valognes, professeur de philosophie dans les années 1690, adepte du cartésianisme.
- Edme Pourchot (1651-1734), né à Sens, professeur de philosophie à partir de 1677. Il y commence sa carrière et en fait un foyer de cartésianisme scolaire. Puis il passe au Collège des Quatre Nations pendant 26 ans. Il a aussi été syndic et recteur de l'université de Paris.
- Nicolas Andry de Boisregard (1658-1742), professeur d'humanités à la fin du XVIIe siècle.
- Alexandre de Prépetit de Grammont, professeur de rhétorique à la fin du XVIIe siècle, recteur de l'université de Paris en 1700-1701.
- Jacques Cochet, professeur d'humanités à la fin du XVIIe siècle.

#### XVIIIesiècle
- Jean Christallier, professeur de mathématique et de physique dans les années 1700.
- Michel Godeau (mort en 1736), professeur de rhétorique.
- Philippe Poirier (mort en 1753), professeur de philosophie dans les années 1700 ; ensuite professeur au Collège de la Marche.
- Gaspard Poitevin (mort en 1751), professeur d'humanités au collège des Grassins, puis professeur de philosophie au collège de Dormans-Beauvais.
- Jean Du Hamel, professeur de rhétorique dans les années 1720, auteur d'une édition des Œuvres d'Horace.
- François Pitet, professeur de philosophie dans les années 1720.
- Guillaume Guillier, professeur d'humanités dans les années 1720-1730, auteur d'un célèbre manuel publié en 1732 (et réédité en 1749) sur les pratiques d'examen à l'université de Paris.
- Robert Basselin, professeur de mathématiques dans les années 1730, connu pour ses travaux sur la quadrature du cercle.
- Guy-Antoine Fourneau, né dans le diocèse du Mans, professeur de philosophie dans les années 1740-1760.
- Charles Le Beau (1701-1778), né à Paris, professeur de rhétorique de 1736 à 1755, avant d'obtenir la chaire d'éloquence latine au Collège de France (1752).
- Jean-Louis Le Beau (1721-1766), né à Paris, professeur de rhétorique, frère du précédent, qu'il remplace en 1755.
- Julien Cerisier (1729-1809), né à La Lande-d'Airou (Manche), successeur de Charles Le Beau comme professeur de rhétorique, puis organisateur de l'École centrale de la Manche et de la bibliothèque d'Avranches.
- Brice-François Chapelle (ou Chappelle), professeur de philosophie dans les années 1760.
- Louvel, professeur de rhétorique dans les années 1760.
- Jean-Edmond Roux, professeur de philosophie dans les années 1780.
- Antoine-Norbert Thirion, professeur de philosophie dans les années 1780.

### Élèves
- Pierre Padet (1581-1665), né à Coutances, étudie la rhétorique aux Grassins avant de poursuivre en philosophie au collège du Plessis ; devient professeur de philosophie et principal du Collège de Harcourt.
- Jean de Mairet (1604-1686), né à Besançon, auteur dramatique et homme de théâtre.
- Sébastien Josse, élève dans les années 1660.
- Philippe Hecquet (1661-1737), né à Abbeville, médecin.
- François Gesvres (mort en 1705), né à Soindres (diocèse de Chartres), moine bénédictin.
- Jean Fabre, étudiant dans les années 1680.
- Charles Huré (1639-1717), élève, puis professeur pendant 25 ans.
- Nicolas Andry de Boisregard (1658-1742), né à Lyon, médecin, lui-même professeur d'humanités au collège, puis doyen des Professeurs au Collège de France.
- Louis-François de Fontenu (1667-1759), né au château de Lisledon en Gâtinais, homme de lettres.
- Jean-Baptiste-Louis Crevier (1693-1765), né à Paris, historien de l'université de Paris, professeur de rhétorique au Collège de Beauvais.
- John O'Neill, irlandais, soutient des thèses[pas clair] au collège des Grassins en 1748.
- Pierre Letourneur (1736-1788), né à Valognes, homme de lettres et traducteur.
- Sébastien-Roch Nicolas de Chamfort, dit « Chamfort » (1741-1794), né à Clermont-Ferrand, célèbre écrivain et moraliste, étudiant boursier à partir de 1750 et lauréat de plusieurs premiers prix de l'Université.
- Charles-François Delacroix (1741-1805), né à Givry-en-Argonne, homme politique sous la Révolution.
- Antoine Joseph Santerre (1752-1809), né à Paris, homme politique et officier général pendant la Révolution
- Jacques-Jean-Alexandre-Bernard Law, marquis de Lauriston (1768-1828), né à Pondichéry, maréchal de France et ministre d'État[Quand ?].
- Alexandre-Romain Honnet (1770-1819), peintre, prix de Rome en 1799.